# 南海前哨钢八连
南海前哨钢八连，是中国人民解放军一支先进集体。1964年4月27日由国防部授予该荣誉称号。是与“南京路上好八连”、“硬骨头六连”同时期命名的全军先进集体典型。

## 历史
1945年组建八路军冀东军区的三(河)通(县)顺(义)联合支队第四连。后编入冀东第十四军分区警备二团。1947年11月25日在遵化县南岗村编入新建的冀察热辽军区独立第4师为第11团。1948年11月第11团改编为第158师为473团，隶属第45军建制。1949年夏在河南潢川该连被第45军授予“南下巩固模范连”荣誉称号。
1950年10月第158师改编为公安第10师，所在的第29团驻前山。1952年9月公安第十师二十九团二营六连进驻横琴岛，担任对澳门的边防任务，最近距离不足300米。1956年3月，边防公安第10师改编为守备第3师。1956年4月，改称第3机炮师。1957年2月，六连和公安第九师二十五团一营一连合并为第3机炮师第3机炮营第2连。1960年4月，改编成万山要塞区第四守备区三营八连。1961年10月调驻小横琴岛。
1964年初，总参谋长罗瑞卿和广州军区第一政委陶铸分别题词称赞连队的好作风。1964年4月27日被国防部授予“南海前哨钢八连”荣誉称号。1964年5月18日，广州军区隆重举行"南海前哨钢八连"命名大会。
1990年6月24日，中央军委主席江泽民为连队题词：“发扬钢八连作风，建设威武文明之师”。2014年4月27日下午，广州军区纪念“南海前哨钢八连”命名50周年纪念大会在珠海举行，中共中央政治局委员、广东省委书记胡春华出席会议并讲话，广州军区司令员徐粉林主持会议并给连队颁发立功奖状，广州军区政委魏亮、解放军总政治部组织部副部长蔡善飞讲话，省人大常委会主任黄龙云出席会议，广州军区副司令员吕丁文在会上宣读给“钢八连”记集体一等功通令。